# Kumu
Kumu je umělecké muzeum v estonském hlavním městě Tallinnu. Jde o největší výstavní plochu v Estonsku a jednu z největších v severní Evropě. Kumu je jednou z pěti divizí Estonského uměleckého muzea, jehož vedení v budově Kumu také sídlí. Hostí především sbírky estonského umění od 18. století do současnosti (mj. Konrad Mägi, Paul Raud, Carl Timoleon von Neff, Ants Laikmaa, Eugen Dücker, Johann Köler, Amandus Adamson aj.). Moderní budova vznikla v letech 2003–2006, architektem byl Fin Pekka Vapaavuori, který vyhrál roku 1994 mezinárodní architektonickou soutěž. Výstavba stála 53 milionů euro. Hlavním materiálem fasády je vápenec, měď se zelenou patinou a sklo. Budova se nachází asi 3 kilometry od centra Tallinnu. Muzeum je zasazeno do vápencového svahu kopce Lasnamäe a je umístěno částečně pod zemí, aby navzdory své velikosti ladilo s přiléhajícím Kadriorgským parkem, jehož korunou je barokní Palác Kadriorg, což je další výstavní prostor Estonského uměleckého muzea. "Kumu" je vlastně zkratkou estonských slov kunsti muuseum, tedy "umělecké muzeum". Galerie získala roku 2008 prestižní ocenění Evropské muzeum roku od Evropského muzejního fóra. Moderní budova nabízí krom výstavních prostor též konferenční sál, knihovnu, vzdělávací centrum pro děti, knihkupectví a restauraci. Budova muzea se objevila v thrilleru Tenet (2020).